# PFA Player of the Year
The Professional Footballers' Association Players' Player of the Year (ofte kaldet the PFA Players' Player of the Year, the Players' Player of the Year, eller bare the Player of the Year) er en pris givet til den fodboldspiller der har klaret sig bedst i England. Prisen startede med at blive uddelt i 1973-74, og vinderen bliver valgt mellem alle fodboldspillere i England af Professional Footballers' Association (PFA). Den første vinder af prisen var Leeds United-forsvareren Norman Hunter. Den nuværende holder er Mohamed Salah fra Liverpool. De er også en pris kaldet PFA Young Player of the Year. Det er for spillere under 23 år, de unge spillere har stadig mulighed for at vinde senior-prisen. Så de kan godt både vinde ungdoms-prisen og senior-prisen sammen år.

## Winners
Prisen er givet i 35 sæsoner fra 2008, med 31 forskellige vindere.
| Year    |            | Player              | Club              |
| ------- | ---------- | ------------------- | ----------------- |
| 1973-74 | England    | Norman Hunter       | Leeds United      |
| 1974-75 | England    | Colin Todd          | Derby County      |
| 1975-76 | Nordirland | Pat Jennings        | Tottenham Hotspur |
| 1976-77 | Skotland   | Andy Gray           | Aston Villa       |
| 1977-78 | England    | Peter Shilton       | Nottingham Forest |
| 1978-79 | Irland     | Liam Brady          | Arsenal           |
| 1979-80 | England    | Terry McDermott     | Liverpool         |
| 1980-81 | Skotland   | John Wark           | Ipswich Town      |
| 1981-82 | England    | Kevin Keegan        | Southampton       |
| 1982-83 | Skotland   | Kenny Dalglish      | Liverpool         |
| 1983-84 | Wales      | Ian Rush            | Liverpool         |
| 1984-85 | England    | Peter Reid          | Everton           |
| 1985-86 | England    | Gary Lineker        | Everton           |
| 1986-87 | England    | Clive Allen         | Tottenham Hotspur |
| 1987-88 | England    | John Barnes         | Liverpool         |
| 1988-89 | Wales      | Mark Hughes         | Manchester United |
| 1989-90 | England    | David Platt         | Aston Villa       |
| 1990-91 | Wales      | Mark Hughes         | Manchester United |
| 1991-92 | England    | Gary Pallister      | Manchester United |
| 1992-93 | Irland     | Paul McGrath        | Aston Villa       |
| 1993-94 | Frankrig   | Eric Cantona        | Manchester United |
| 1994-95 | England    | Alan Shearer        | Blackburn Rovers  |
| 1995–96 | England    | Les Ferdinand       | Newcastle United  |
| 1996-97 | England    | Alan Shearer        | Newcastle United  |
| 1997-98 | Holland    | Dennis Bergkamp     | Arsenal           |
| 1998-99 | Frankrig   | David Ginola        | Tottenham Hotspur |
| 1999-00 | Irland     | Roy Keane           | Manchester United |
| 2000-01 | England    | Teddy Sheringham    | Manchester United |
| 2001-02 | Holland    | Ruud van Nistelrooy | Manchester United |
| 2002-03 | Frankrig   | Thierry Henry       | Arsenal           |
| 2003-04 | Frankrig   | Thierry Henry       | Arsenal           |
| 2004-05 | England    | John Terry          | Chelsea           |
| 2005-06 | England    | Steven Gerrard      | Liverpool         |
| 2006-07 | Portugal   | Cristiano Ronaldo   | Manchester United |
| 2007-08 | Portugal   | Cristiano Ronaldo   | Manchester United |
| 2008-09 | Wales      | Ryan Giggs          | Manchester United |
| 2009-10 | England    | Wayne Rooney        | Manchester United |
| 2010-11 | Wales      | Gareth Bale         | Tottenham Hotspur |
| 2011-12 | Holland    | Robin van Persie    | Manchester United |
| 2012-13 | Wales      | Gareth Bale         | Tottenham Hotspur |
| 2013-14 | Uruguay    | Luis Suárez         | Liverpool         |
| 2014-15 | Belgien    | Eden Hazard         | Chelsea           |
| 2015-16 | Algeriet   | Riyad Mahrez        | Leicester City    |
| 2016-17 | Frankrig   | N'Golo Kanté        | Chelsea           |
| 2017-18 | Egypten    | Mohamed Salah       | Liverpool         |
| 2018-19 | Holland    | Virgil Van Dijk     | Liverpool         |